# 吴大任
吴大任（1908年12月8日—1997年3月19日），男，广东肇庆人，生于天津，中国数学家、数学教育家，曾任南开大学副校长，中国数学会副理事长、名誉理事长，天津市科学技术协会副主席、名誉主席。

## 家庭
妻子陳，子吴介之、吴喜之。堂兄吴大猷。